# Wiler (Bas-Rhin)
Pour les articles homonymes, voir Wiler.
Wiler ou Willer est une ancienne commune française du Bas-Rhin en région Alsace, absorbée par Harskirchen en 1844.

## Toponymie
Viller (1793), Wiler (1801).

## Démographie
| 1793 | 1800 | 1806 | 1821 | 1831 |
| ---- | ---- | ---- | ---- | ---- |
| 153  | 159  | 154  | 161  | 168  |

## Lieux et monuments
- Moulin de Willer